# Paravilla palliata
Paravilla palliata är en tvåvingeart som först beskrevs av Friedrich Hermann Loew 1869.  Paravilla palliata ingår i släktet Paravilla och familjen svävflugor. Inga underarter finns listade i Catalogue of Life.